# Yolanda Arroyo Pizarro
Yolanda Arroyo Pizarro, née le 29 octobre 1970, est une écrivaine, romancière, nouvelliste et essayiste portoricaine.
Elle est également conférencière et enseignante de technologie éducative.

## Biographie
Yolanda Arroyo Pizarro naît le 29 octobre 1970, à Guaynabo, sur l'ile de Porto Rico. Elle est ensuite élevée à Cataño, dans le quartier d'Amelia, par ses grands-parents Saturnino Pizarro et Petronila Cartagena.
Très jeune, elle écrit dans les bulletins et les journaux scolaires et remporte des concours de dessin et de rédaction, notamment au Colegio San Vicente Ferrer de Cataño. En 1989, elle rédige l'histoire « Vimbi Botella », grâce à laquelle elle remporte le concours intra-universitaire de l'Universidad Central de Bayamón. En 1990, elle met en scène une pièce, basée sur ses propres écrits, intitulée ¿A dónde va el amor?, jouée dans le quartier Amelia, quartier pauvre de Guaynabo où l'autrice a grandi.
Yolanda Arroyo Pizarro se considère comme une écrivaine afro-boricua, afro-lesbienne et afro-féministe.

## Parcours universitaire
Après avoir suivi une formation en création littéraire à l'Universidad del Sagrado Corazón (en), elle obtient un Doctorat en littérature portoricaine au Centre d'études avancées sur Porto Rico et les Caraïbes (en). 
Elle enseigne à l'Université EDP de Porto Rico où, depuis 2015, elle est titulaire de la chaire Ancestral Black Women,, créée en hommage à la Decenio Afrodescendiente 2015-2024 (Décennie des Afro-descendants), en partenariat avec les Nations unies. Cette chaire promeut les valeurs socio-humanistes qui régissent une université aux valeurs progressistes et afro-féministes, où il est possible d'étudier l’histoire de l’esclavage sur l'île de Porto Rico dans une perspective éducative antiraciste, qui privilégie les voix des femmes noires asservies, dont les efforts pour parvenir à la liberté ont été invisibilisés. Pour Yolanda Arroyo Pizarro, le programme de cette université est le plus ambitieux du pays en réunissant les conditions idéales pour mener des enseignements afro-centriques antiracistes et afro-féministes, qui impacteront fortement les futures générations d'étudiants, de professeurs, de lecteurs et d'écrivains.

## Œuvre
Son œuvre est composée de deux romans, trois recueils de poésie et neuf recueils de nouvelles, ainsi que plusieurs contributions à des anthologies.
En 2004, Yolanda Arroyo Pizarro publie son premier recueil de nouvelles, titré Origami de letras. L'année suivante, son premier roman, Los documentados, est publié. Son contenu traite des conditions de migration dans les Caraïbes, en particulier d'Hispaniola à Porto Rico. Ce roman remporte, en 2006, le prix PEN Club. En 2007, elle publie un nouveau recueil de nouvelles, intitulé Ojos de Luna, dans lequel elle explore les façons dont l'expulsion, la solidarité et les barrières spirituelles marginalisent les personnes. Finaliste du Prix national de littérature portoricaine, le livre est sélectionné par El Nuevo Día comme l'un des meilleurs ouvrage parus en 2007.
Cette même année, dans le cadre du projet Bogota39, conjointement organisé par l' UNESCO, le Hay Festival et le ministère de la Culture de Bogotá, Yolanda Arroyo Pizarro est désignée comme l'une des écrivaines latino-américaines la plus significative du moment. Ce projet, où elle est la seule représentante de Porto Rico, consiste à sélectionner trente-neuf écrivains latino-américains parmi les plus prometteurs, ayant moins de quarante ans, à les faire connaître davantage et à favoriser les échanges entre ces auteurs.
En 2011, le Salón Literario Libroamérica de Porto Rico sélectionne son livre Caparazones, comme meilleur nouveau roman et, la même année, Yolanda Arroyo Pizarro reçoit une bourse d'écrivaine en résidence de la part du Centre culturel national hispanique d'Albuquerque, Nouveau-Mexique. En 2012, la Convention des écrivains latins reconnait sa nouvelle Los cojones de una mujer sin pecho.
Membre du jury du Prix Sor Juana Inés de la Cruz à la Foire internationale du livre de Guadalajara durant plusieurs années, Yolanda Arroyo Pizarro est également rédactrice en chef de la revue littéraire Revista Boreales. En plus de ses propres publications, elle contribue régulièrement à des journaux tels que Claridad, La Expresión, El Nuevo Día et El Vocero.
Elle anime l'émission Kooltureate, sur Bonita Radio.

## Animation de conférences
Le 18 mai 2021, aux côtés de l'économiste Martha Quiñones Domínguez, Yolanda Arroyo Pizarro présente au public le dernier livre de l'auteur et activiste queer José E. García Oquendo, intitulé Transóptica, à la galerie communautaire Urbe APie, située au centre de Caguas.

## Engagements
Que me lean, aquí estoy, aquí soy. Mi corazón es una página pública.
Yolanda Arroyo Pizarro traite fréquemment des questions LGBT dans son travail et participe, aux côtés d'autres écrivains et militants des communautés LGBTTIQ et d'ascendance africaine, à diverses conférences et colloques tenus en Colombie, en Équateur, au Mexique, en Espagne et au Venezuela,. Pour elle, les stéréotypes doivent être renversés, son identité est intégrés à son travail créatif.
En 2014, elle et sa partenaire Zulma Oliveras Vega militent dans le cadre de l'affaire du mariage homosexuel « Conde-Vidal c. Rius-Armendariz ». Lorsque la Cour d'appel des États-Unis pour le premier circuit statue et déclare inconstitutionnelle l'interdiction de mariage sur l'île, Arroyo et Oliveras sont le premier couple de même sexe à se marier à Porto Rico,.

## Activité littéraire
Arroyo Pizarro est publiée en Espagne, au Mexique, en Argentine, au Panama, au Guatemala, au Chili, en Bolivie, en Colombie, au Venezuela, au Danemark, en Hongrie et en France. Son travail est traduit en anglais, italien, français et hongrois.
En 2018, elle publie un livre de contes intitulé Transmutadxs, également publié en Espagne sous le titre Transcaribeñxs. Selon l'autrice, ce livre est plus audacieux de tous ceux qu'elle a écrits, en raison du thème Afroqueer et de la manière d'exprimer l'amour, les désirs et l'attirance sexuelle entre sujets non binaires. C'est la chose la plus irrévérencieuse et la plus provocante qu'elle s'est permise d'écrire. Pour elle, chaque livre est une remise en question du monde. À quatorze ans d'intervalle, elle compare cet ouvrage au premier livre d'histoires qu'elle a publié en 2004, en tant que femme curieuse de la vie qui ne fait qu'interroger son récit. 
Ses recueils de poésies sont très intimes. Medialengua est adressé au père de sa fille, qu'elle a aimé intensément. Perseidas est destiné à faire tomber amoureuse la femme qui est devenu son épouse. 
Dans une anthologie titrée Las Negras, l'autrice revendique l'importance du rôle des femmes noires asservies dans les Amériques, dans l'histoire des mouvements anti-esclavagistes et antiracistes. Elle y décrit l'existence et l'engagement de ces femmes courageuses, qui étaient de véritables stratèges.

## Principales publications

### Anthologie
- (es) Yolanda Arroyo Pizarro, Locas y pervesas. Voce bolleras, Madrid, Egales, coll. « Narrativa » (no 259), 16 juin 2020, 266 p. (ISBN 978-84-17319-93-9)

### Romans
- (es) Yolanda Arroyo Pizarro, Violeta, Madrid, Egales, coll. « Salir del armario » (no 218), 1er décembre 2014, 125 p. (ISBN 978-84-15899-84-6)
- (es) Yolanda Arroyo Pizarro, Lesbofilias, Porto Rico, Editora Educación Emergente, 1er janvier 2014 (OCLC 14-67589-18-5)

### Contes et nouvelles
- (es) Yolanda Arroyo Pizarro, Ojos de luna, Terranova Editores, 2007, 106 p. (ISBN 978-09-79142-82-6)
- (es) Yolanda Arroyo Pizarro, Caparazones, Barcelone-Madrid, Egales, coll. « Salir del armario » (no 174), 2011, 172 p. (ISBN 978-84-92813-32-2)
- (es) Yolanda Arroyo Pizarro, Lesbianas en clave caribeña, Barcelone, Egales, coll. « Salir del armario » (no 202), 3 décembre 2012, 210 p. (ISBN 978-84-15574-89-7)
- (es) Yolanda Arroyo Pizarro, Las Negras, Porto Rico, Editora Educación Emergente, 2013, 82 p. (ISBN 978-14-67589-17-8)
- (es) Yolanda Arroyo Pizarro, Golpes de gracia, La Pereza Ediciones, 17 septembre 2015, 124 p. (ISBN 978-06-92536-33-9)
- (es) Yolanda Arroyo Pizarro, TRANScaribeñx, Madrid, Egales, coll. « Narrativa » (no 241), 4 décembre 2017, 108 p. (ISBN 978-84-16491-98-8)

### Poésie
- (es) Yolanda Arroyo Pizarro, Perseidas, Createspace, 2 décembre 2010, 94 p. (ISBN 978-14-56410-38-4)

## Récompenses
- 2007 : Ojos de Luna est sacré livre de l'année par magazine El Nuevo Día.
- 2008 : Premio Nacional del Instituto de Literatura Puertorriqueña.
- 2012 : Premio del Instituto de Cultura de Puerto Rico.
- 2015 : Premio de Escritora del Año en Literatura Queer 2015 por el Centro Comunitario LGBTT de Puerto Rico[5].
- 2018 : Premio nacional en la categoría cuento del PEN de Puerto Rico Internacional 2018 (prix partagé avec l'écrivain Antonio Martell)[5].

## Voir également
- Bogotá39